# Afroestricus eminentis
Afroestricus eminentis là một loài ruồi trong họ Asilidae. Afroestricus eminentis được Scarbrough miêu tả năm 2005. Loài này phân bố ở vùng nhiệt đới châu Phi.